# Liberalia
Les Liberalia étaient, dans la Rome antique, une fête annuelle qui se célébrait en l'honneur de Liber Pater et de Libera le 17 mars de chaque année.
Cette très ancienne fête romaine est inscrite sur l'un des plus anciens calendriers romains connus, le calendrier dit de Numa Pompilius. D'autres calendriers portent pour le même jour la mention Agon(ium) ou Agonium Martiale, mais il faut ne voir là qu'une coïncidence. D'ailleurs, le nom de Liberalia était, pour le 17 mars, le seul nom couramment employé, même si les pontifes savaient que le même jour pouvait être désigné par les mots Agonium Martiale alors même que cette désignation n'était ni populaire ni courante. 
Nous ne savons que très imparfaitement en quoi consistait la fête des Liberalia. Elle était nettement distincte des autres fêtes et cérémonies qui se célébraient en l'honneur du Liber Pater hellénisé tels que les Cerealia ou les Bacchanalia. Ce n'est pas aux Liberalia, mais aux Cerealia, que se rapportent les ludi Liberales, jeux scéniques de création postérieure : Cicéron, Servius et Cyprien de Carthage nous donnent sur ce point les détails les plus explicites et les plus formels.
Ovide rapporte que le jour des Liberalia, on rencontrait partout dans Rome des vieilles femmes, que Varron appelle des prêtresses de Liber, couronnées de lierre : elles vendaient aux passants des gâteaux, faits avec de la farine, du miel et de l'huile, et portaient en outre avec elles un petit autel. De chaque gâteau qu'elles vendaient, elles détachaient un morceau, qu'elles offraient au dieu sur cet autel, au nom de l'acheteur. 
Tertullien rapporte également que ce jour-là chaque famille avait l'habitude de dîner dans la rue, devant la porte de sa maison. 
Ces rites sont assez obscurs, mais excluent toute relation entre le Liber Pater romain et les vendanges. Ils intégraient les chants et danses fescennins.

## Prise de la toge virile
La prise de la toge virile, qui marquait la sortie de l'enfance et l'entrée dans la vie publique, avait ordinairement lieu au jour des Liberalia. 
Ce jour-là, Rome offrait un aspect tout particulier : dans les rues on rencontrait à chaque pas des processions de familles, qui conduisaient leurs enfants au forum, après que ceux-ci avaient revêtu la toge blanche. La cérémonie commençait le matin par un sacrifice offert aux Lares. À ce moment le jeune homme changeait la toge et déposait les insignia pueritiae (la bulla, etc.) qu'il dédiait aux Lares. Il portait aussi une tunique blanche, appelée recta ou regilla, qu'il avait déjà mise la veille, en signe de bon présage, et il couchait avec ce costume. La toge virile, parce qu'elle était toute blanche, s'appelait aussi pura, ou libera, parce qu'il inaugurait la vie libre. Le jeune homme vêtu de la toge virile était solennellement conduit au forum, comme pour le présenter au peuple, à la cité qui désormais devait le compter parmi ses membres. Toute la famille et les amis l'accompagnaient et on tenait beaucoup à avoir un nombreux cortège à cette occasion. Après que le jeune homme s'était présenté sur le forum, il allait au Capitole offrir un sacrifice aux dieux de l'État. 